# Droga wojewódzka nr 163
Droga wojewódzka nr 163 (DW163) – droga wojewódzka w północnej części Polski w zachodniopomorskim; prowadzi przez wschodnią część województwa. Droga łączy Kołobrzeg z Wałczem. Przebiega ok. 130 km przez powiaty: kołobrzeski, białogardzki, świdwiński, drawski oraz wałecki. Droga klasy GP podlega Rejonowi Dróg Wojewódzkich Białogard oraz RDW Drawsko Pomorskie.
Droga nr 163 jest częścią trasy dojazdowej i powrotnej z miejscowości nadmorskich w dni weekendowe sezonu turystycznego z Poznania i Piły zalecanej przez zachodniopomorską Policję.

## Dopuszczalny nacisk na oś
Na całej długości drogi wojewódzkiej nr 163 dopuszczalny jest ruch pojazdów o nacisku pojedynczej osi do 10 ton.

## Historia numeracji
Na przestrzeni lat trasa posiadała różne oznaczenia i klasyfikacje:

| Numer | Przebieg | Lata obowiązywania | Źródło | Klasyfikacja                                             | Uwagi                                                              |
| ----- | --- | ------------------ | --- | -------------------------------------------------------- | ------------------------------------------------------------------ |
| 124   | Kolberg (Kołobrzeg) – Körlin (Karlino) – Belgard (Białogard) – Bad Polzin (Połczyn-Zdrój) – Tempelburg (Czaplinek) – Deutsch Krone (Wałcz) | ? – 1945           | Der Große Conti-Atlas für Kraftfahrer, wyd. 18, Hannover: Kartographischer Verlag der Continental Caoutchouc-Compagnie G.m.b.H., 1938. Brak numerów stron w książce | Reichsstraße                                             | Odcinek ówcześnie poza granicami Polski                            |
| ?     | Kołobrzeg – Karlino – Białogard – Połczyn-Zdrój – Czaplinek – Wałcz                                                                        | 1952 – lata 70.    | - Mapa samochodowa Polski 1:1 000 000, Warszawa: Państwowe Przedsiębiorstwo Wydawnictw Kartograficznych, 1962. Brak numerów stron w książce - Atlas samochodowy Polski 1:500 000. Wyd. IV. Warszawa: Państwowe Przedsiębiorstwo Wydawnictw Kartograficznych, 1965. Brak numerów stron w książce | droga drugorzędna                                        | 1. klasyfikacja na podstawie źródła 2. nieznana numeracja          |
| 285   | Kołobrzeg – Karlino – Białogard – Połczyn-Zdrój – Czaplinek – Wałcz                                                                        | lata 70. – 1985    | - Mapa samochodowa Polski 1:1 000 000, wyd. 11, Warszawa: Państwowe Przedsiębiorstwo Wydawnictw Kartograficznych, 1972. Brak numerów stron w książce - Samochodowy atlas Polski 1:500 000. Wyd. V. Warszawa: Państwowe Przedsiębiorstwo Wydawnictw Kartograficznych, 1979. ISBN 83-7000-017-7. Brak numerów stron w książce - Hegi Gyula, Domokos György: EUROPE L'EUROPE EUROPA ЕВРОПА Road atlas Atlas Routier Autoatlas АТЛАС автомобильных дорог. Budapeszt: Cartographia Budapest, 1981. ISBN 963-350-412-0. Brak numerów stron w książce | droga państwowa                                          | po 1980 r. na mapach oznaczana jako droga drugorzędna              |
| 163   | Kołobrzeg – Białogard – Połczyn-Zdrój – Czaplinek – Wałcz                                                                                  | od 1985            | - Uchwała nr 192 Rady Ministrów z dnia 2 grudnia 1985 r. w sprawie zaliczenia dróg do kategorii dróg krajowych (M.P. z 1986 r. nr 3, poz. 16) - Mapa samochodowa Polski 1:700 000. Wyd. 1. Szczecin: Wydawnictwo Kartograficzne KOMPAS, 1996/1997. ISBN 83-904373-2-5. Brak numerów stron w książce - Mapa samochodowa Polski 1:700 000. Wyd. II zmienione i poprawione. Szczecin: Wydawnictwo Kartograficzne KOMPAS, 1997/1998. ISBN 83-904373-3-3. Brak numerów stron w książce                                                              | - 1985 – 2000: droga krajowa - od 2000: droga wojewódzka | na całej długości dopuszczona do ruchu ciężkiego (do 10 ton na oś) |

## Miejscowości leżące przy trasie 163

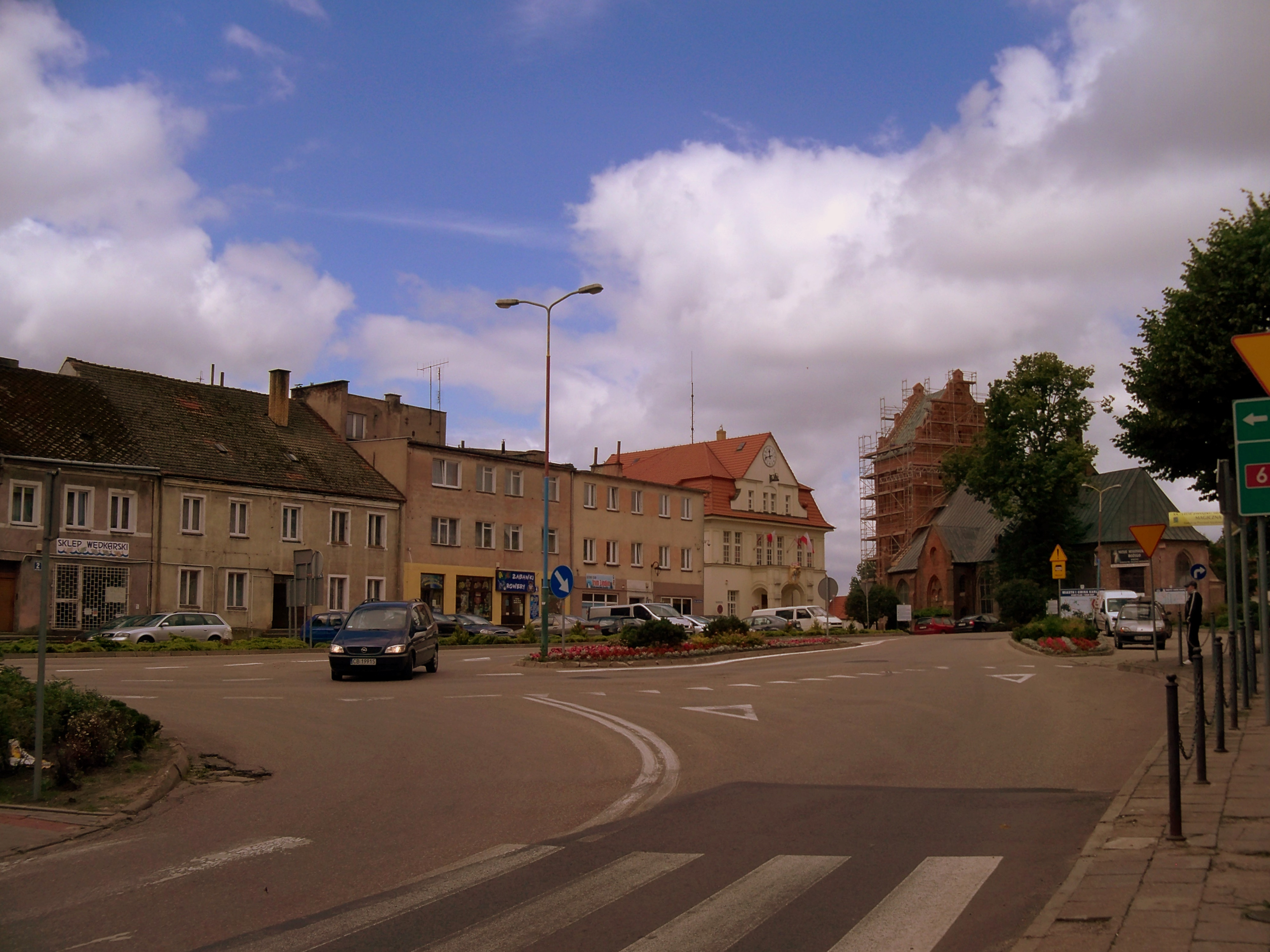
Droga w Karlinie

- Kołobrzeg
- Karlino
- Białogard
- Połczyn-Zdrój
- Czaplinek
- Droga w KarlinieWałcz